# 捷克共和國警察
捷克共和國警察(捷克語：Policie České republiky, 縮寫: PČR)是捷克共和國的國家執法機構。它於1991年7月15日成立，隸屬於捷克内政部。該機構的任務是保護公民、財產和公共秩序，截至2015年，約有40,500名員工。 捷克國家警察與當地城市的市政警察局合作。

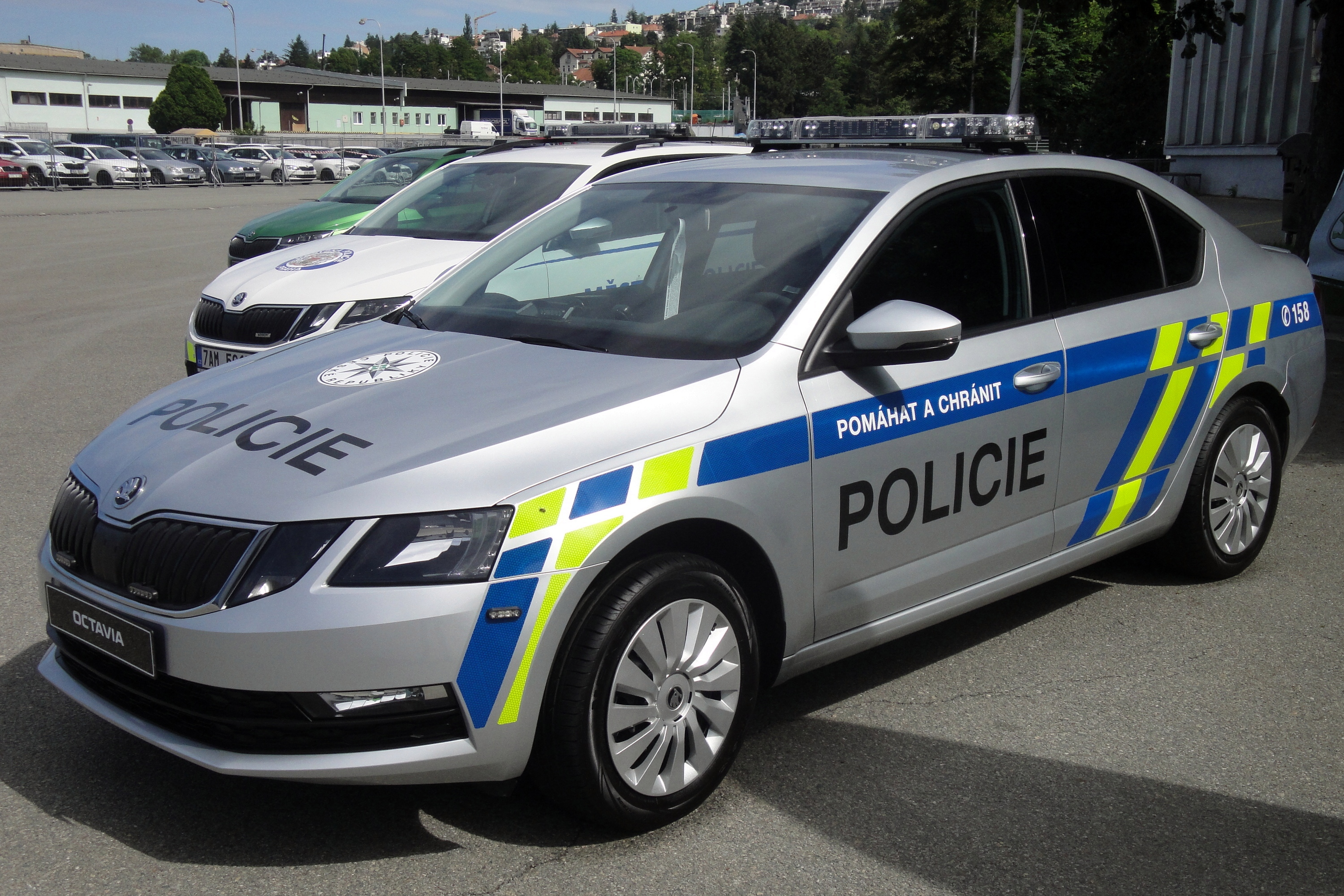
捷克警察警車，斯柯达明锐，2019年。

## 管轄範圍和組織

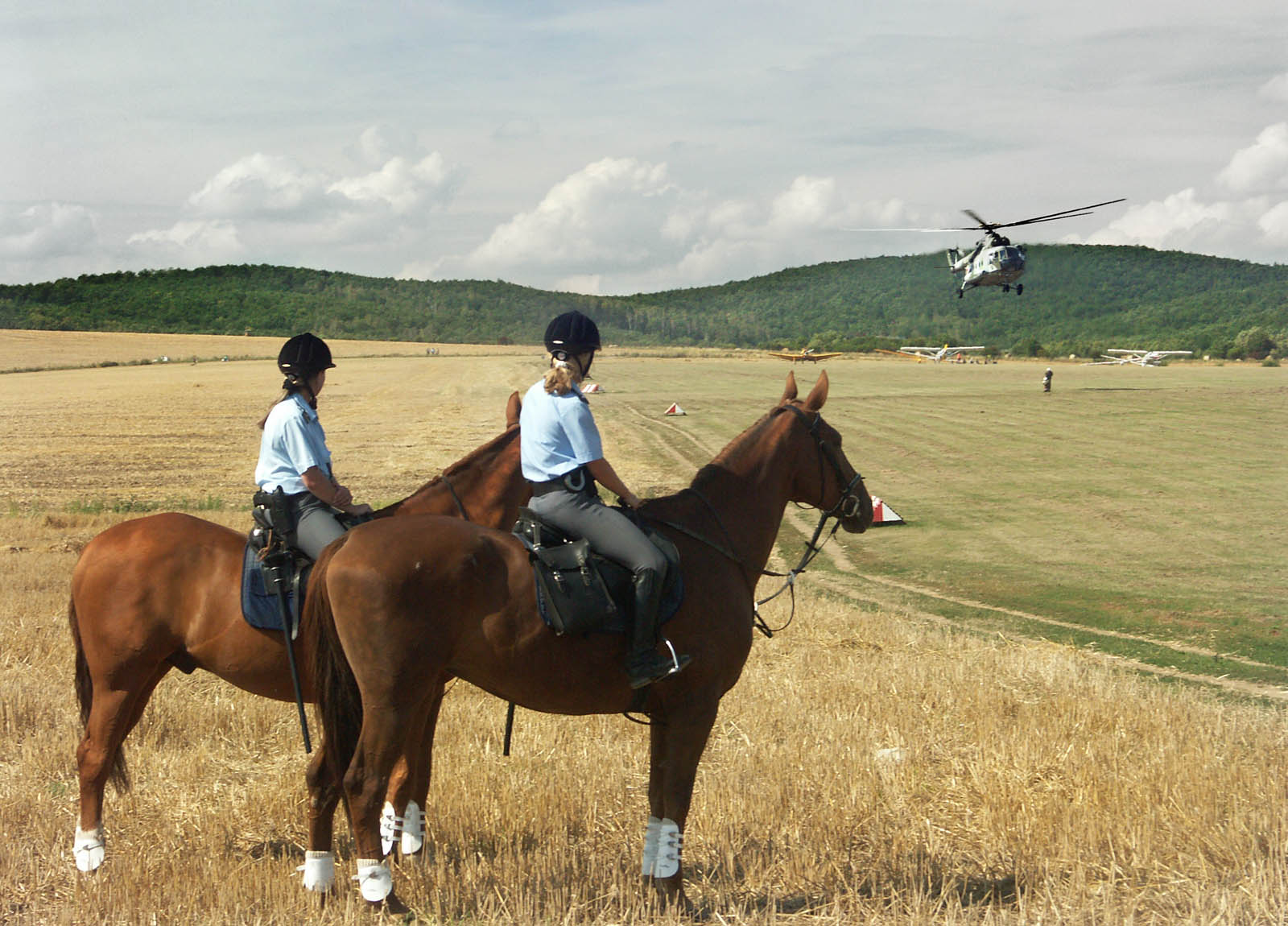
騎警

捷克共和國警察對輕罪和犯罪調查擁有一般管轄權。 其訴訟程序由獨立檢察官監督，該檢察官可以對刑事案件提出指控。 它對海關、憲兵、司法警衛或特勤局等其他專門機構管轄範圍內的領域沒有管轄權。PČR是內政部的主要調查機構。它不應與市政警察混淆，市政警察可能由市政府設立，負責監督公共秩序和道路安全； 市警也只對輕罪有管轄權，在刑事調查中只能為州警發揮支持作用。
捷克共和國警察負責搜救行動，並為此與高度專業的救援機構捷克共和國山區救援服務(Mountain Rescue Service of the Czech Republic)合作。
一些犯罪行為（例如恐怖主義）正在與安全情报服务(BIS)或国外事务情报处(ÚZSI)等情報機構合作解決。值班人員有義務根據其工作性質（行政工作與現場工作）或根據其上級執行人員條例攜帶服務武器。
無論被分配到全國或地區單位，如果犯罪或嚴重犯罪發生並且生命、健康或財產可能面臨迫在眉睫的危險，所有警察在執勤或下班時都有權利（和義務）採取行動。 警察的文職僱員只有在執勤時才必須採取行動。一般來說，未經地區或單位警察局長批准，警察在下班期間不得攜帶公務武器，條件是他們的生命可能面臨嚴重的直接危險。 如果警察在下班後仍想攜帶武器，他/她必須像其他武裝公民一樣使用個人手槍。 下班的警官在擔任警察時可以使用個人武器（這使他可以執勤）。

## 設備
截至2011年，捷克共和國警察僱用了約41,000名警官，人口比率是人口中每10,000人中有45名警官。 其中，約 3,500 名是交通警察。